# Visage
Visage var et britisk popband, der blev dannet i 1978.
Gruppen bestod hovedsageligt af Steve Strange som helt uventet døde af hjertestop i starten af 2015 da han var på ferie i Egypten.
Deres andet album kom i 1982, med blandt andet The Damned Don't Cry, der gjorde
sig fint på de europæiske diskoteker. Deres største hit var Fade to Grey. 
| Musikgruppe | Spire Denne artikel om en britisk musikgruppe er en spire som bør udbygges. Du er velkommen til at hjælpe Wikipedia ved at udvide den. |